# Nicola Kán
Nicola Kán (in ungherese Kán nembeli Miklós; ... – dicembre 1279) fu un chierico ungherese vissuto seconda metà del XIII secolo che ricoprì la carica di arcivescovo eletto di Esztergom nel 1273 e dal 1276 al 1278.
Contemporaneamente, ricoprì diversi incarichi nella cancelleria reale. Fedele sostenitore della regina reggente Elisabetta la Cumana, partecipò attivamente alla convulsa parentesi dell'anarchia feudale, quando vari gruppi di aristocratici si scontrarono tra di loro per il potere supremo durante la minore età di re Ladislao IV d'Ungheria. Per questo motivo, il legato pontificio Filippo III di Fermo lo scomunicò.

## Biografia

### Primi anni
Nicola discendeva dal ramo transilvano della famiglia dei Kán ed era il figlio di Ladislao I Kán, palatino e di una nobildonna ignota. Suo nonno era Giulio I Kán, fondatore del ramo. Nicola aveva due fratelli, Ladislao II, il quale svolse la funzione di voivoda di Transilvania e giudice reale due volte, e Giulio III, il quale probabilmente fu ucciso nella guerra civile del 1264-1265. Nicola aveva anche una sorella, il cui nome risulta sconosciuto, che sposò Alessandro Aba; la coppia diede alla luce Demetrio Neksei, che fu progenitore della famiglia Nekcsei.
Nei documenti dell'epoca, il suo nome è citato con il titolo onorifico di magister, a dimostrazione del suo grado istruzione e delle sue competenze scientifiche. Dopo il 1260, riuscì a ritagliarsi un ruolo nella corte del primogenito del re, il duca Stefano, signore della Transilvania e cosiddetto re minore (rex iunior). Sempre in quel frangente storico, i rapporti di Stefano con suo padre Béla IV si deteriorarono. Mentre i fratelli di Nicola, Ladislao e Giulio, tradirono Stefano e gli revocarono il sostegno nel 1264, Nicola rimase fedele al duca, anche dopo l'emergere della guerra civile tra padre e figlio. Per il suo servizio, il duca Stefano lo nominò prevosto della Transilvania nel 1265, ricoprendo la carica fino al 1276. L'anno successivo, quando morì Smaragd di Caloccia, Nicola gli succedette come cancelliere della corte di Stefano e in tale veste emanò due documenti della corona. Tuttavia, un atto reale del 1267 testimonia che Nicola lasciò presto la provincia di Stefano per unirsi ai sostenitori di Béla. Sebbene la fiducia non si fosse mai ristabilita tra Béla e Stefano, la situazione politica si era stabilizzata durante gli ultimi anni di regno del vecchio monarca. Ben presto, Nicola divenne un confidente della sposa di Stefano, la regina Elisabetta la Cumana. Nel 1272, viene indicato come suo vice-cancelliere, ma è possibile avesse ricoperto già tale carica sotto la direzione del cancelliere Filippo, vescovo di Vác presso la corte reale fin dal 1270, quando Stefano V salì al trono ungherese.

### Anarchia feudale
Quando l'ancora minorenne Ladislao IV (che aveva dieci anni) fu incoronato re ad Albareale intorno al settembre del 1272, la gestione del potere venne affidata alla madre, ma nel concreto il regno finì amministrato da fazioni aristocratiche rivali. Sostenitore della regina vedova Elisabetta, Nicola Kán divenne vice-cancelliere della corte reale e preservò la carica fino al febbraio del 1273. Nel frattempo, verso la fine del 1272, la sede episcopale di Esztergom rimase vacante dopo la morte dell'arcivescovo Filippo Türje. Elisabetta cercò con ogni mezzo di favorire l'elezione di una figura a lei gradita, individuata senza grosse sorprese in Nicola. Quando il capitolo della cattedrale di Esztergom si riunì tra il 12 febbraio e il 1° marzo, i soldati assegnati agli ordini di Nicola Kán circondarono l'edificio, chiusero a chiave i canonici e li privarono di cibo e acqua con il tacito consenso di Elisabetta. In siffatte condizioni, gli intimoriti canonici si convinsero ad eleggere Nicola arcivescovo di Esztergom. Subito dopo, divenne anche cancelliere della corona e ispán (conte) del comitato di Pilis per un breve periodo nel maggio del 1273, quando la regina Elisabetta riacquistò temporaneamente l'influenza perduta sul consiglio reale a causa dell'invasione boema. Tuttavia, papa Gregorio X e la maggioranza dei canonici liberati in seguito si rifiutarono di riconoscere la validità e la legittimità della sua elezione. Quando la famiglia Kőszegi e i suoi alleati esautorarono Elisabetta e i suoi cortigiani nel giugno del 1273, dichiararono nuovamente la sede episcopale vacante. Poiché Elisabetta non riacquistò mai la sua centralità e le venne riservata soltanto una reggenza nominale, Nicola Kán assistette per anni a una riduzione della propria influenza politica. I canonici di Esztergom elessero Benedetto come nuovo arcivescovo nel febbraio 1274, il quale mantenne la dignità fino alla sua morte, avvenuta nel novembre del 1276. Secondo lo storico Sándor Hunyadi, Benedetto era già stato eletto nel febbraio o marzo del 1273, ma come detto Nicola Kán usurpò la sua posizione con la forza. In seguito, entrambi i prelati rivendicarono simultaneamente la dignità.
Nicola si arrogò in modo arbitrario del titolo di arcivescovo e vice-cancelliere già nel dicembre del 1276. Tuttavia, alcuni canonici nominarono Pietro Kőszegi, un membro influente del gruppo aristocratico rivale, alla carica nel marzo del 1277. Papa Giovanni XXI convocò Nicola a Roma per conto di Lodomerio, vescovo di Gran Varadino (oggi Oradea, in Romania) lo stesso mese, ma Nicola si rifiutò di partecipare. Dopo aver condotto un'indagine, papa Giovanni elencò i crimini di Nicola in una sua lettera del 1277, dove si legge che «i canonici di Esztergom lo hanno eletto arcivescovo in un clima di minacce e paure; li sequestrò nella cattedrale per tutto il giorno, rendendoli affamati e assetati. Per sei anni, non si è presentato a Roma per una sola convocazione. La sua violenza si è manifestata in diverse zone, in quanto è stato accusato di saccheggio, incendio doloso, omicidio e mancanza di istruzione». Giovanni morì il 20 maggio 1277 e papa Niccolò III gli succedette dopo sei mesi di vuoto al soglio. Nicola conservò la sua posizione virtuale e divenne nuovamente cancelliere, partecipando poi all'assemblea generale di Rákos nel maggio del 1277, in occasione del quale si dichiarò Ladislao maggiorenne. Successivamente, Stefano Báncsa, arcivescovo di Kalocsa, che si proponeva di essere il principale rappresentante della Chiesa cattolica in Ungheria, convocò una congregatio ecclesiastica a Buda e scomunicò i capi della rivolta sassone, che devastò la provincia di Transilvania. Ladislao IV incaricò Nicola Kán, che in quei mesi ottenne un significativo margine di manovra contro Pietro Kőszegi, di guidare una spedizione punitiva reale contro i sassoni nella regione di Sebenico nel 1278, in concomitanza con la resa della famiglia Geregye nel Tiszántúl (tra il fiume Tibisco e i monti Apuseni, mentre il re lanciava contemporaneamente una massiccia campagna contro i Kőszegi in Transdanubio. L'esercito di Nicola si impossessò della fortezza degli uomini fedeli a Nicola Geregye ad Adorján nella prima metà del 1278 e marciò in Transilvania, dove surclassò i ribelli sassoni all'inizio dell'estate.
Papa Niccolò III convocò sia Nicola Kán che Pietro Kőszegi alla Curia romana il 27 gennaio 1278. Il magiaro si rifiutò di recarsi personalmente a Roma, definendo il viaggio rischioso, e fece riferimento alla pace da concludere tra Ottocaro II di Boemia e Ladislao IV, ma inviò i suoi diplomatici, il sacerdote Karacin, l'arcidiacono Benedetto di Békés e il chierico Nicola. L'elenco dei suoi insignificanti emissari dimostra che la maggioranza del capitolo della cattedrale di Esztergom caldeggiò la candidatura di Pietro. Il 1º giugno 1278, papa Niccolò decise di non confermare nessuna delle due nomine, desiderando invece nominare lui stesso l'arcivescovo in conformità con il diritto canonico. L'assenza di un esponente in carica nella sede episcopale fu nuovamente comunicata a Roma, circostanza che spinse il pontefice a definire Nicola un «uomo sconsiderato, che ha bruciato chiese, ha estromesso e defraudato i canonici, si è appropriato in modo colpevole del sigillo del capitolo della cattedrale e, di fatto, non ha mai chiesto la conferma della sua elezione». È possibile che il papa lo avesse scomunicato una prima volta poco dopo. Nicola ignorò la decisione assunta e continuò a professarsi arcivescovo eletto, ricoprendo nuovamente la carica di vice-cancelliere e ne assunse l'incarico fino alla morte. Inoltre, fu anche nominato prevosto eletto di Albareale dal novembre 1278 al marzo 1279.
Nel frattempo, papa Niccolò inviò Filippo, vescovo di Fermo, in Ungheria per aiutare Ladislao IV a ripristinare il potere reale e a ricoprire la carica di arcivescovo di Esztergom. Il legato pontificio arrivò in Ungheria all'inizio del 1279, dicendosi disposto a rimuovere la scomunica in capo a Nicola nel maggio del 1279, a condizione che rinunciasse al titolo, restituisse le terre e i tesori usurpati e lasciasse l'Ungheria per condurre un pellegrinaggio a Roma. Papa Niccolò III nominò Lodomerio nuovo arcivescovo di Esztergom il 13 giugno 1279. Filippo di Fermo convocò un sinodo a Buda il 14 settembre 1279, dove adottò le cosiddette leggi cumane. A ottobre scomunicò sia Ladislao IV sia il suo alleato, Nicola Kán, e pose l'Ungheria sotto interdetto. Durante lo scontro tra Ladislao e Filippo, il re ungherese fuggì dalla capitale a Semlak, nel comitato di Temes (Tiszántúl) e si stabilì tra i cumani accompagnato da due ecclesiastici, Nicola Kán e Gregorio, gran prevosto di Esztergom (assassinato poco dopo). Intorno al 9 dicembre del 1279, Nicola si ammalò e sentendo appropinquarsi la morte, confessò i suoi peccati e chiese alla sua famiglia di portare la sua salma al legato pontificio. Dopo la sua dipartita, Filippo ordinò di seppellirlo nel cimitero dei lebbrosi di Buda, poiché la sua scomunica non era stata ancora revocata. Si diffuse la diceria secondo cui chiunque avesse lanciato una pietra al cadavere avrebbe ricevuto il perdono, così il suo corpo, che giaceva nella tomba ancora scoperta, fu lapidato dalla folla poco prima della sepoltura. Secondo un resoconto dell'epoca, «in breve tempo, sopra il corpo, si erse una serie di pietre che superavano l'altezza di una casa». Alcuni storici sostengono che, quando Ladislao catturò e imprigionò Filippo di Fermo all'inizio di gennaio del 1280, una delle sue motivazioni principali fu la profanazione della tomba del suo fedele prelato.